# Stiphrornis
Stiphrornis és un gènere d'ocells eminentment insectívors de la família dels muscicàpids (Muscicapidae).

## Taxonomia
Segons la Classificació del Congrés Ornitològic Internacional (versió 12.1, 2022) aquest gènere seria monotípic i estaria format per una única espècie:
- Stiphrornis erythrothorax - Rossinyol selvàtic.

Tanmateix, segons el Handook of the Birds of the World i la quarta versió de la BirdLife International Checklist of the birds of the world (desembre 2019), quatre subespècies del rossinyol selvàtic haurien de segmentar-se en dues espècies diferents i, per tant, el gènere tindria tres espècies:
- Stiphrornis erythrothorax (sensu stricto) - Rossinyol selvàtic dorsibrú.
- Stiphrornis xanthogaster - Rossinyol selvàtic dorsigrís.
- Stiphrornis pyrrholaemus - Rossinyol selvàtic de dors olivaci.